# Kijkduin
Kijkduin è la località balneare dell'Aia. 
Più tranquilla della movimentata Scheveningen, offre diversi ristoranti e bar sul lungomare. Nelle immediate vicinanze vi è anche un parco naturale, e diversi percorsi per mountain bike.